# Зубов, Николай Николаевич (предводитель дворянства)
Граф Николай Николаевич Зубов (29 августа (10 сентября) 1832 — 12 (24) декабря 1898) — камергер (1874), действительный статский советник, предводитель дворянства в Ковенской губернии и владелец имения Шавли.

## Биография
Сын графа Николая Дмитриевича Зубова от его брака с графиней Александрой Реймонд-де-Моден. По отцу внук графа Д. А. Зубова, младшего брата Екатерининского фаворита; по матери — графа Г. К. Моден-Реймона. От своего отца унаследовал имения Ковенской и Костромской губерниях (свыше 37 тысяч га), где активно занимался хозяйством. Перестроил и расширил многие усадьбы, основал в них новые или возродил компании, основанные Антонием Тизенгаузом. Купив часть деревни в Шяуляйском уезде,  основал там имение Александрия, назвав его в честь своей жены. Он перестроил Дворец Зубовых в Шяуляе.
Поощрял развитие литовского просвещения и культуры. В 1876 году в Шяуляйской гимназии учреждает именную Зубовскую стипендию. Его жена Александра в то время занимается благотворительностью, учреждением пансионатов, гимназий для девочек, нелегальной библиотеки, одна из основательниц Шяуляйской женской гимназии, подарила школе участок земли и кирпичи на 10 000 рублей. В 1895 меморандумом обратилась к императору Александру III и просила не заставлять иноверцев литовцев ходить в церковь и молиться за императора. В годы запрета печати поддерживал перевозку печати литовским шрифтом из Восточной Пруссии, его поместья стали пунктами распространения печати.
Зубов был одним из учредителей первого литовского акционерного банка в Каунасе. Умер в 1896 году, похоронен в семейной усыпальнице на территории Сергиевой пустыни под Санкт-Петербургом. Его потомки после революции 1917 остались в Литве и носили фамилию Зубовас. 

## Семья

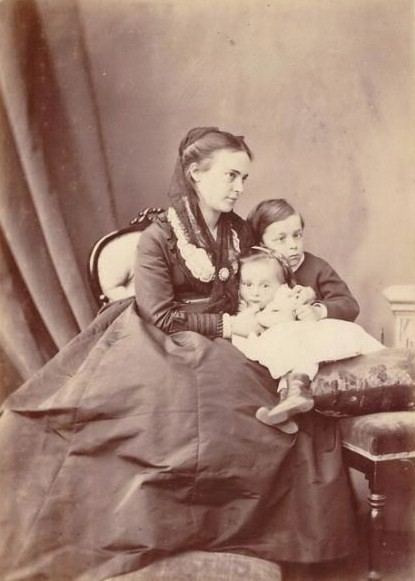
Графиня Александра Зубова c детьми (1869)

Жена — графиня Александра Васильевна Олсуфьева (23.02.1838—01.09.1913), фрейлина двора, дочь графа Василия Дмитриевича Олсуфьева. Деятельная благотворительница, знала французский, польский и литовский языки.  После смерти мужа жила с сыном Дмитрием в имении в Бубяе. Умерла в имении Толстых Никольское-Вяземское Тульской губернии. Похоронена рядом с мужем. Их дети:
- Владимир (1862—1933), либерал, сторонник литовского национального движения.
- Валерьян (1863—1867)
- Мария (1867—1939), муж Сергей Львович Толстой (1863—1947).
- Ольга (1870—1930), муж Дмитрий Васильевич Олсуфьев (1871—1915).
- Дмитрий (1871—1944).